# Josef Suttner
Josef Suttner (auch Josef Franz Suttner; * 18. März 1881 in Prag-Smichov; † 1. April 1974 in München) war ein böhmisch-deutscher Hornist und Musikpädagoge.

## Leben
Josef Suttner studierte Horn in Prag und erhielt 1902 eine Anstellung als Solohornist im Orchester des Nationaltheaters Prag. 1904 wurde er 1. Hornist in der Großherzoglich Badischen Hofkapelle Karlsruhe. 1908 wurde er zum Hofmusiker, 1910 zum Kammermusiker und 1917 zum Kammervirtuosen ernannt.
Bei den Bayreuther Festspielen der Jahre 1908, 1911, 1912 und 1914 war er Solohornist. 1909 erhielt er vom Metropolitan Opera House in New York den Ruf zu einem Gastspiel-Aufenthalt als Solohornist, wurde hierzu allerdings von seinem Karlsruher Arbeitgeber nicht beurlaubt.
Zum Probespiel in München trat Suttner in der Uniform eines Feldwebels des Wiener Deutschmeister-Regiments mit einem von der Münchner Oper gestellten Horn an. 1918 wurde Suttner Nachfolger von Bruno Hoyer als Solohornist des Bayerischen Staatsorchesters auf dem Franz-Strauss-Stuhl, wo er bis zu seiner Pensionierung 1945 unter großen Dirigenten seiner Zeit sein Horn blies. Mozarts zweites Hornkonzert spielte er mit seinem Orchester unter der Leitung von Bruno Walter.
Suttner war ein unermüdlicher Kammermusiker. Er führte jahrzehntelang die Bläservereinigung des Bayerischen Staatsorchesters. Sein Solorepertoire reichte von Va tacito aus Händels Oper Giulio Cesare, gespielt auf einem Jagdhorn in F (!) bis zu den Hornkonzerten von Mozart, Carl Maria von Weber, Carl Matys, Richard Strauss und Komponisten aus seiner Zeit. Er spielte den Hornpart bei der Uraufführung des Trios für Horn, Geige und Klavier op. 110 von Heinrich Kaspar Schmid sowie die Uraufführung des Hornkonzertes von Karl Pottgiesser.
Noch nach seiner Pensionierung sprang er während der Opernfestspiele am 27. Juli 1947 als Solohornist in der Oper Die schweigsame Frau von Richard Strauss unter der Leitung von Georg Solti ein. Diese hornistisch überaus schwierige Oper übernahm Josef Suttner während der Münchner Opernfestspiele ohne jegliche Probe und ohne die Stimmen vorher gekannt zu haben.
Suttner ist auf den ersten Einspielungen der Alpensinfonie (1941) und der symphonischen Dichtung Ein Heldenleben (1928) unter der Leitung von Richard Strauss zu hören. Suttner spielte mit Klavier oder mit seinen Bläserkollegen viele Kammermusikwerke direkt über den Reichssender München oder nahm sie auf Wachsplatte (sogenannte Vorratsschnitte) auf. Mit insgesamt 153 Aufführungen des Siegfried-Rufes in Wagners Oper Siegfried hält er immer noch den Weltrekord. Suttner beherrschte noch mit 88 Jahren den vollen Umfang seines Instrumentes, was unter anderem von Hans Pizka bezeugt wird. Er selbst komponierte zahlreiche kleine Stücke für Hornquartett, ein Stück für Horn und Klavier unter dem Titel Erinnerung sowie Etüden. Ein von ihm komponiertes Hornkonzert gilt als extrem schwierig, da unter anderem einen Tonumfang contra H bis e3 (notiert für F-Horn, klingend : contra E bis a2) zu bewältigen ist.
Neben seiner Orchestertätigkeit wirkte Suttner von 1921 bis 1945 auch als Professor an der Staatlichen Akademie der Tonkunst in München.
Sein musikalischer Nachlass befindet sich heute in der Bayerischen Staatsbibliothek in München.

## Werke (Auswahl)
- Josef Suttner: Naturhornübungen für Anfänger. Notendruckerei Huth, Kaufbeuren 1929
- Josef Suttner: Erinnerungen. Osthofen/Rheinhessen 1955.
- Josef Suttner: Praktische Studien für Waldhorn zur Einführung in die Bühnenwerke Richard Wagners. Nach den Partituren Wagners überarbeitet und ergänzt von Peter Damm. Halberstadt 2004.

## Leben
- Hans Pizka: Josef Suttner, Hornist und Kammervirtuose (1881–1974). Zum 125. Geburtstag. Schneider Verlag, Tutzing 2009, ISBN 978-3-7952-1273-5, 153 S.
- Suttner, Josef Franz. In: Biographisches Lexikon zur Geschichte der böhmischen Länder. Bd. IV, Lieferung 8-9: Stroperius – Sůva. Hrsg. im Auftrag des Collegium Carolinum von M. Kunštát, R. Melville und T. Winkelbauer. München 2024, ISBN 978-3-944396-69-9, S. 732.